# طارق نجم
طارق نجم (عربی: طارق نجم؛ زادهٔ ژوئیه، ۱۹۴۶) یک سیاست‌مدار اهل عراق است.